# Élections municipales zimbabwéennes de 2023
Les élections municipales zimbabwéennes de 2023 ont lieu le 23 août 2023, en même temps que l'élection présidentielle et les élections parlementaires, afin de renouveler les membres des assemblées municipales du pays.